# Billy Rose's Jumbo
Billy Rose's Jumbo is een Amerikaanse muziekfilm uit 1962 onder regie van Charles Walters.

## Verhaal
Kitty Wonder is opgegroeid in het circus van haar vader Anthony. De olifant Jumbo is er de grote publiekstrekker. Haar vader kan de rekeningen niet meer betalen door zijn gokprobleem. Dat komt hun concurrent John Noble erg goed uit. Hij neemt de schulden van Anthony over, zodat hij het circus op termijn kan opkopen.

## Rolverdeling
| Acteur            | Personage       |
| ----------------- | --------------- |
| Doris Day         | Kitty Wonder    |
| Stephen Boyd      | Sam Rawlins     |
| Jimmy Durante     | Anthony Wonder  |
| Martha Raye       | Lulu            |
| Dean Jagger       | John Noble      |
| Joseph Waring     | Harry           |
| Lynn Wood         | Tina            |
| Charles Watts     | Ellis           |
| James Chandler    | Parsons         |
| Robert Burton     | Madison         |
| Wilson Wood       | Hank            |
| Norman Leavitt    | Eddie           |
| Grady Sutton      | Chauffeur       |
| Ron Henon         | Circusartiest   |
| The Carlisles     | Circusartiesten |
| The Pedrolas      | Circusartiesten |
| Wazzan Troupe     | Circusartiesten |
| Poodles Hanneford | Circusartiesten |
| Billy Barton      | Circusartiest   |
| Corky Cristiani   | Circusartiest   |
| Victor Julian     | Circusartiest   |
| Richard Berg      | Circusartiest   |
| Joe Mohanan       | Circusartiest   |
| Miss Loni         | Circusartiest   |
| Adolph Dubsky     | Circusartiest   |
| Pat Anthony       | Circusartiest   |
| Janos Prohaska    | Circusartiest   |
| The Barbettes     | Circusartiesten |

## Filmmuziek
- The Circus is on Parade
- Over and Over Again
- Why Can't I?
- This Can't Be Love
- The Most Beautiful Girl in the World
- My Romance
- The Most Beautiful Girl in the World (reprise)
- Little Girl Blue
- Sawdust, Spangles and Dreams (finale)